# 什泰因巴克
什泰因巴克（法語：Steinbach，發音：[ʃtainbak] ⓘ）是法国上莱茵省的一个市镇，属于坦恩-盖布维莱尔区。

## 地理
什泰因巴克（47°49'14"N, 7°9'8"E）面积6.09 平方千米，位于法国大東部大區上莱茵省，该省份为法国东部内陆省份，是阿尔萨斯的一部分，今与下莱茵省组成了阿尔萨斯欧洲集体，其北临下莱茵省，西接孚日省，西南接贝尔福地区省，东侧沿莱茵河与德国相望，南与瑞士接壤。
与什泰因巴克接壤的市镇（或旧市镇、城区）包括：比奇维莱尔莱坦恩、于福尔茨、坦恩、旧坦恩、塞尔奈。
什泰因巴克的时区为UTC+01:00、UTC+02:00（夏令时）。

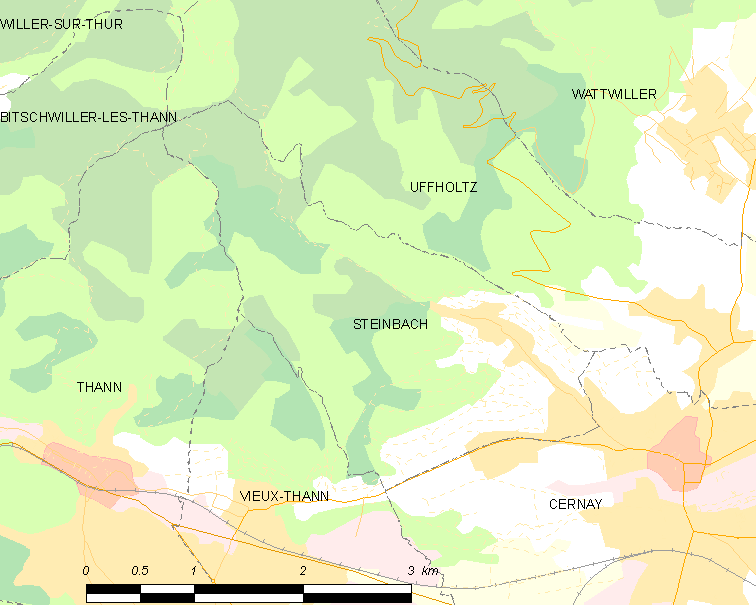
什泰因巴克的OSM定位图

## 行政
什泰因巴克的邮政编码为68700，INSEE市镇编码为68322。

## 政治
什泰因巴克所属的省级选区为塞尔奈县。

## 人口

1962-2008年间什泰因巴克人口变化图示

什泰因巴克于2022年1月1日时的人口数量为1357人。